# کشیم گوشدار

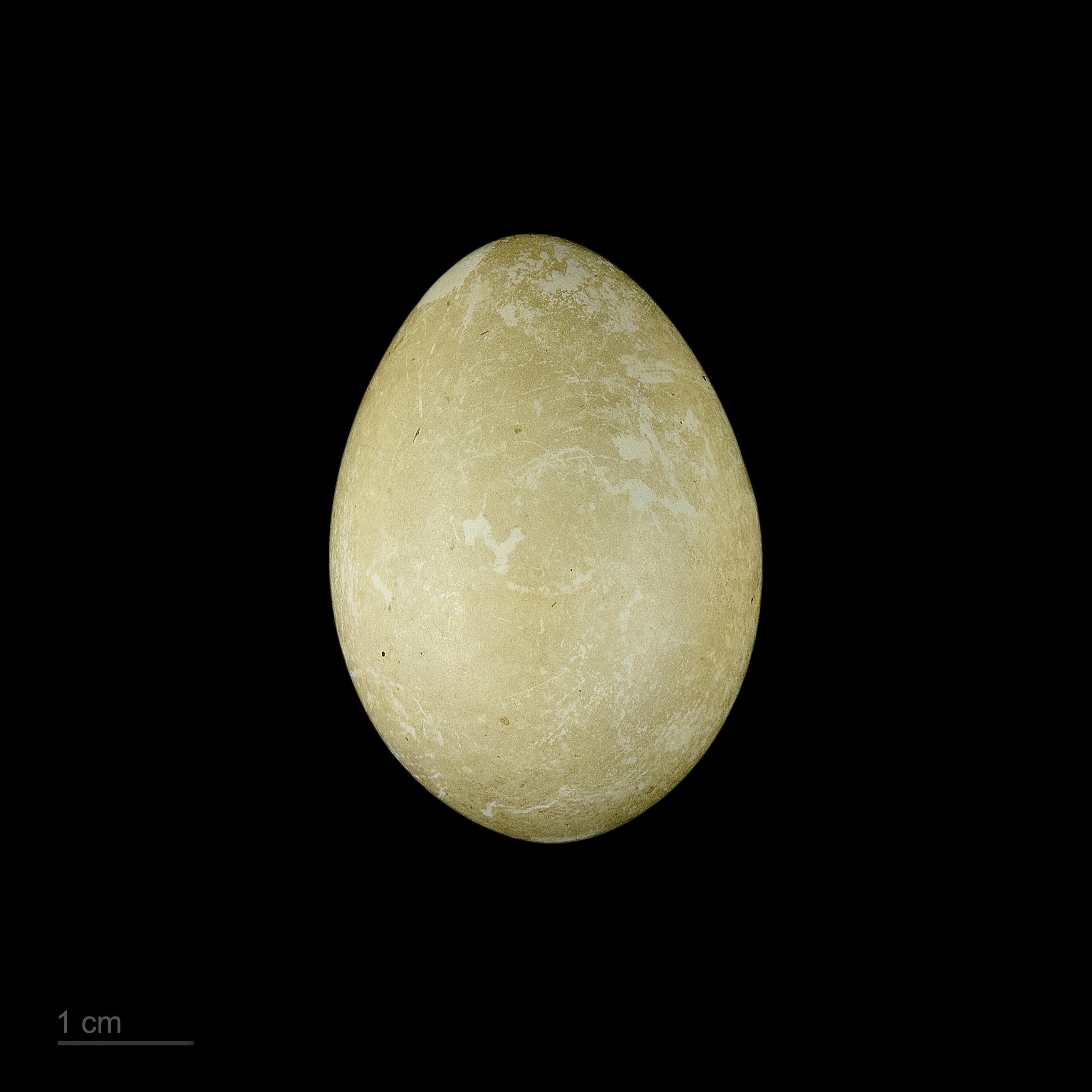
Podiceps auritus

کشیم گوشدار یا کشیم شاخدار (نام علمی: Podiceps auritus) گونه‌ای کشیم از راستهٔ کشیم‌سانان است که در زمستان پرهای زینتی آن سیاه و سفید و گونه‌ها و جلوِ گردن آن سفید است. این پرنده در نیمکره شمالی از شرق چین و آسیای میانه تا شمال اروپا و اسکاندیناوی حضور دارد. همچنین گسترهٔ آن شرق روسیه، شمال آمریکای شمالی، کانادا، و مناطقی از ایالات متحده را در بر می‌گیرد. کشیم گوشدار در مناطق شمالی ایران نیز زندگی و تخم‌گذاری می‌کند.

## ویژگی‌های ریخت‌شناسی
طول کشیم گوشک‌دار ۳۵ سانتی‌متر است. در فصل جفت‌گیری، سر و روتنه آن به رنگ سیاه براق می‌شود و با دو نوار چشمی پهن و طلایی تاج‌مانند، که از چشم‌ها تا پس سر امتداد دارند، به نظر می‌رسد. گردن و پهلوهای این پرنده به رنگ بلوطی و شکم آن به رنگ خاکستری متمایل به سفید است. رنگ سر و تارک در زمستان‌ها قهوه‌ای مایل به خاکستری می‌شود و دو طرف سر و گردن و نیز قسمت پس سر تا خط چشمان سفید رنگ و این رنگ سفید تا زیرتنه – که به رنگ سفید چرکی است – امتداد می‌یابد. منقار کشیم گوشدار سیاه و نوک آن زرد کمرنگ است. نوک این پرنده در مقایسه با دیگر کشیم‌ها راست‌تر و کلفت‌تر است.

## زیستگاه
این پرنده، زمستان‌ها، عمدتاً در خلیج‌های پناه‌دار، خورها و آب‌های شیرین به سر می‌برد. در ایران، در کرانه‌های دریای خزر به تعداد به نسبت فراوان حضور دارد. کشیم گوشدار همچنین به صورت مهاجر عبوری در شمال شرقی ایران نیز دیده شده است.